# Psilacron luteivirens
Psilacron luteivirens är en fjärilsart som beskrevs av Dyar 1908. Psilacron luteivirens ingår i släktet Psilacron och familjen tandspinnare. Inga underarter finns listade.